# Micrathyria
Micrathyria ist eine aus 48 Arten bestehende Libellengattung der Unterfamilie Brachydiplacinae. Sie wurde 1889 von William Forsell Kirby erstbeschrieben. Das Verbreitungsgebiet erstreckt sich vom Südosten der USA bis nach Zentralargentinien und Uruguay. Ebenso kommen die Tiere auf den Westindischen Inseln vor.

## Merkmale
Micrathyria-Arten sind mit 24 bis 41 Millimeter Länge kleinere bis mittelgroße Libellen. Der Thorax und das Abdomen sind schwarz gefärbt. Brust und Hinterleib weisen aber hellblaue, grüne oder gelbe Streifen und Punkte auf, die je nach Art variieren. Das Abdomen ist insgesamt schlank bei den Weibchen aber etwas dicker als bei den Männchen.
Die Flügel sind – mit Ausnahme von Micrathyria artemis und Micrathyria stawiarskii – an der Basis braun getönt ansonsten durchsichtig. Bei den Weibchen weisen mehrere Arten braune Flecken auf den Flügeln auf.

## Lebensweise
Die Habitate der einzelnen Arten sind sehr unterschiedlich und reichen von Seen über Kanäle bis hin zu Brackwassertümpeln. Während die Weibchen üblicherweise abseits des Wassers sitzen, wählen die aggressiven Männchen meist Standorte in Ufernähe. Nach der relativ kurz andauernden Paarung legt das Weibchen die Eier ohne Bewachung durch das Männchen. Die Eiablage ist dabei bei den verschiedenen Arten höchst unterschiedlich. Während einige mit der Abdomenspitze das Wasser berühren, werfen andere die Eier aus der Luft auf das Wasser. Wieder andere befestigen die Eier an Pflanzen, die sich sowohl über als auch unter Wasser befinden können.

## Systematik
Die Gattung wurde erstmals 1889 mit der Typusart Libellula didyma durch Kirby eingerichtet.
Die Gattung besteht aus folgenden 48 Arten:
- Micrathyria aequalis (Hagen, 1861)
- Micrathyria almeidai Santos, 1945
- Micrathyria artemis Ris, 1911
- Micrathyria athenais Calvert, 1909
- Micrathyria atra (Martin, 1897)
- Micrathyria borgmeieri Santos, 1947
- Micrathyria caerulistyla Donnelly, 1992
- Micrathyria cambridgei Kirby, 1897
- Micrathyria catenata Calvert, 1909
- Micrathyria coropinae Geijskes, 1963
- Micrathyria debilis (Hagen, 1861)
- Micrathyria dictynna Ris, 1919
- Micrathyria dido Ris, 1911
- Micrathyria didyma (Selys in Sagra, 1857)
- Micrathyria dissocians Calvert, 1906
- Micrathyria divergens Westfall, 1992
- Micrathyria dunklei Westfall, 1992
- Micrathyria duplicata Navás, 1922
- Micrathyria dythemoides Calvert, 1909
- Micrathyria eximia Kirby, 1897
- Micrathyria hagenii Kirby, 1890
- Micrathyria hesperis Ris, 1911
- Micrathyria hippolyte Ris, 1911
- Micrathyria hypodidyma Calvert, 1906
- Micrathyria iheringi Santos, 1946
- Micrathyria kleerekoperi Calvert, 1946
- Micrathyria laevigata Calvert, 1909
- Micrathyria longifasciata Calvert, 1909
- Micrathyria mengeri Ris, 1919
- Micrathyria occipita Westfall, 1992
- Micrathyria ocellata Martin, 1897
- Micrathyria paulsoni González-Soriano, 2020
- Micrathyria paruensis Geijskes, 1963
- Micrathyria pirassunungae Santos, 1953
- Micrathyria pseudeximia Westfall, 1992
- Micrathyria pseudhypodidyma Costa, Lourenço & Viera, 2002
- Micrathyria ringueleti Rodrigues, 1988
- Micrathyria romani Sjöstedt, 1918
- Micrathyria schumanni Calvert, 1906
- Micrathyria spinifera Calvert, 1909
- Micrathyria spuria (Selys, 1900)
- Micrathyria stawiarskii Santos, 1953
- Micrathyria surinamensis Geijskes, 1963
- Micrathyria sympriona Tennessen, 2000
- Micrathyria tibialis Kirby, 1897
- Micrathyria ungulata Förster, 1907
- Micrathyria venezuelae De Marmels, 1989
- Micrathyria wasscheri Minot & Gaschignard, 2017